# Cantó d'Orléans-Carmes
El cantó d'Orléans-Carmes és un cantó francès del departament de Loiret, situat al districte d'Orleans. Compta amb part del municipi d'Orleans.

## Municipis
Ocupa alguns barris de la zona centre-est d'Orleans:
- Carmes - Bannier
- Madeleine

## Història
| Data d'elecció                           | Identitat           | Partit                                 | Qualitat |
| ---------------------------------------- | ------------------- | -------------------------------------- | -------- |
| 1945-1964                                | M. Defay            | MRP                                    |          |
| 1964-1982                                | M. Grossin          | MRP, després CD, després divers droite |          |
| 1982-19..                                | Jean Minier         | RPR                                    |          |
| 19..-2008                                | Serge Bodard        | RPR                                    |          |
| 2008-                                    | Jean-Pierre Gabelle | MoDem                                  |          |
| les dades anteriors no són pas conegudes |                     |                                        |          |
|                                          |                     |                                        |          |

## Demografia
| A partir de 1990: Població sense dobles comptes |